# Propagandhi
Propagandhi est un groupe canadien de punk hardcore, originaire de Portage la Prairie, dans le Manitoba. Il est formé en 1986 par Chris Hannah et Jord Samolesky. Le groupe est actuellement installé à Winnipeg, Manitoba. Alors que leurs travaux antérieurs étaient plus empreints des genres punk rock et skate punk, les derniers enregistrements de Propagandhi évoluent vers une musique plus lourde et vers une sonorité d'influence heavy metal,,.
Propagandhi est un groupe véganarchiste (contraction de vegan et anarchiste) actif qui soutient la libération animale et l'anarchisme,. Le groupe est connu comme étant défenseur de causes anarchistes diverses et comme ayant pris une position active contre les violations des droits de l'homme, le sexisme, le racisme, l'homophobie,  l'impérialisme, le capitalisme et la religion.

## Biographie

### Formation et débuts (1986–1996)
En 1986, Samolesky et Hannah recrutent le bassiste original du groupe, Scott Hopper, à l'aide d'une affiche « Groupe trash progressif cherche bassiste » affichée chez un disquaire. Hopper est remplacé vers la fin de la décennie par Mike Braumeister. Le groupe s'est alors produit en spectacle pour la première fois. Après plusieurs démos et des spectacles de plus grandes envergures (dont un avec Fugazi), le groupe fait enfin sa place et commence à se faire un nom. À ce moment, Braumeister déménage à Vancouver et un jeune musicien fan de poésie, John K. Samson, devient le troisième bassiste du groupe.
En 1992, Propagandhi se produit en spectacle avec le groupe américain NOFX, et fait une reprise de Cheap Trick, Surrender. Impressionné par la performance du groupe, Fat Mike les fait alors signer sur son label indépendant Fat Wreck Chords. Plus tard, le groupe l'accompagne à Los Angeles, Californie, où ils enregistreront leur premier album How to Clean Everything, paru en 1993. Le groupe passe les trois années suivantes en tournée et à profiter de l'explosion de la popularité du punk rock du milieu des années 1990.
En 1996, le groupe enregistre et sort officiellement son second album Less Talk, More Rock, également sous la bannière Fat Wreck Chords. L'album est satirique, et Propagandhi est maintenant connu pour les longs discours politiques qu'il présente lors de ses performances en spectacles. L'album était plus explicite encore que ses prédécesseurs avec des titres tels Apparently, I'm a 'P.C. Fascist' (Because I Care About Both Human and Non-Human Animals), Nailing Descartes to the Wall/(Liquid) Meat Is Still Murder et ... And We Thought Nation-States Were a Bad Idea. Ramsey Kannan, fondateur de la maison d'édition radicale et anarchiste AK Press, se fait entendre sur la chanson A Public Dis-Service Announcement from Shell comme la voix des multinationales pétrolières. Une partie des bénéfices réalisés par la vente de l'album est offert à AK Press et à d'autres groupes activistes.

### Today's Empires, Tomorrow's Ashes(1997–2004)
Après la sortie de Less Talk, More Rock, le bassiste John K. Samson quitte le groupe pour former The Weakerthans. Peu après, Chris et Jord fondent le label G7 Welcoming Committee Records (lequel sort le premier album de The Weakerthans). Le nom du label fait référence à l'aversion des membres de la formation pour le G7. La structure économique de la compagnie est fondée sur une économie participative telle que proposée par Robin Hahnel et Michael Albert. Todd Kowalski, anciennement membre des groupes I Spy et Swallowing Shit, remplit le poste de bassiste laissé vacant par Samson. Le groupe sort une collection de démos, de versions alternatives, de reprises et de chansons live dans un album intitulé Where Quantity Is Job #1.
En 2001, Propagandhi sort son troisième album, Today's Empires, Tomorrow's Ashes. L'album s'écarte énormément du style des œuvres précédentes. Les titres et paroles des chansons de Today's Empires, Tomorrow's Ashes accentués par le style agressif de l'écriture de Todd et la densité accrue des partitions renforcent les opinions politiques de la formation. Le contenu amélioré de l'album comprend maintenant des vidéos politiques et des essais sur des sujets tels que COINTELPRO et le Black Panther Party.
En 2004, G7 Welcoming Committee leur sert de maison de disques pour le Canada. Ailleurs, leurs albums sont toujours distribués par Fat Wreck Chords, malgré le désaccord du groupe avec Fat Mike concernant l'initiative Rock Against Bush à laquelle Propagandhi refuse de participer. Dans l'album Potemkin City Limits, la chanson Rock for a Sustainable Capitalism attaque directement Fat Mike et une page du livret le montre en photo serrant la main de John Kerry, aux yeux de Propagandhi, symbole de la collusion avec le système à combattre.

### Potemkin City Limits(2005–2008)

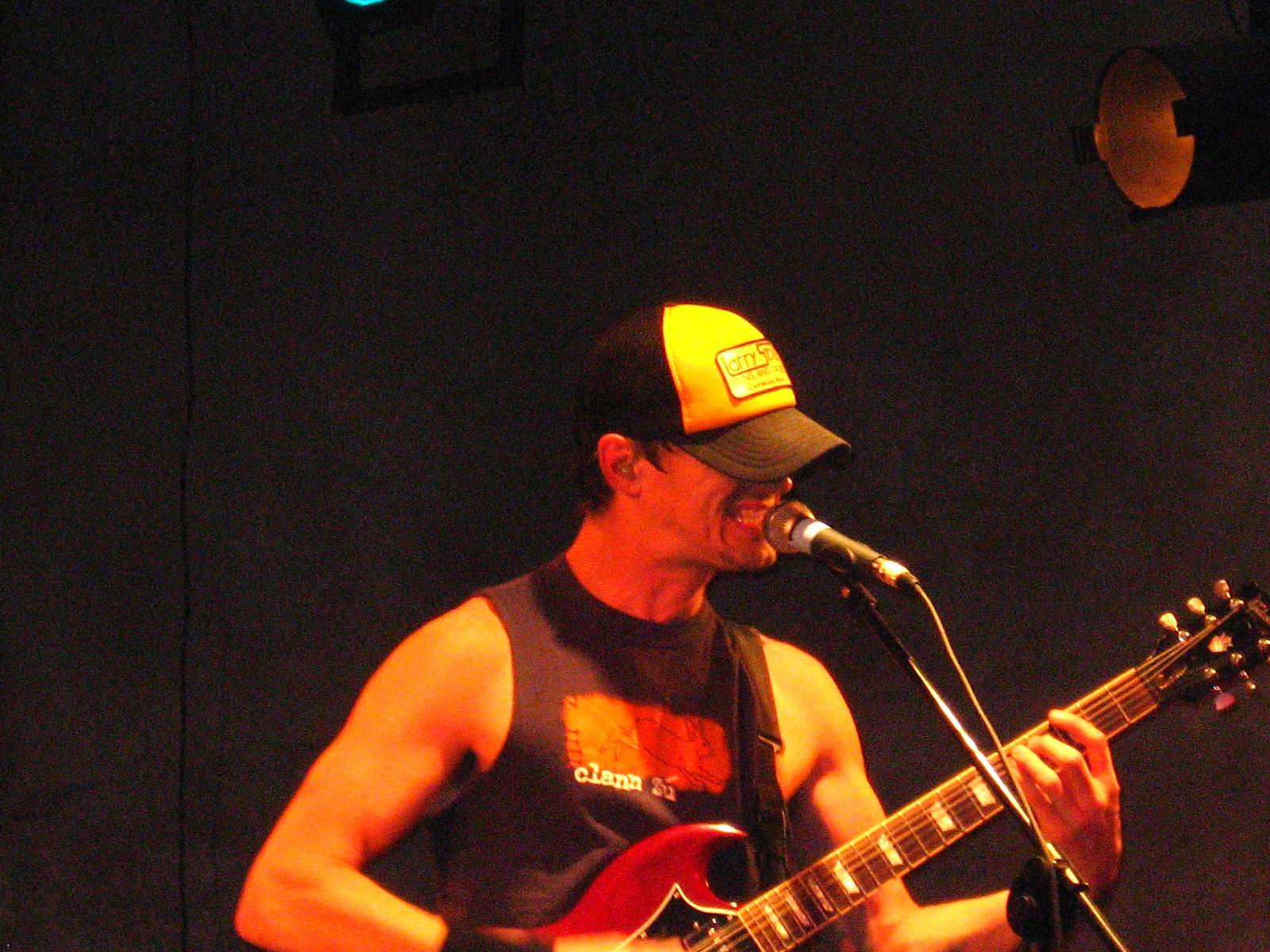
Chris Hannah en concert à Galpón Victor Jara à Santiago, au Chili, en 2007.

Le 18 octobre 2005, Propagandhi sort officiellement l'album Potemkin City Limits. Tout comme Today's Empires, Tomorrow's Ashes, l'album comprend un contenu multimédia, avec un certain nombre de fichiers PDF sur des sujets tels que l'économie participative et le véganisme ainsi que des liens vers des sites d'organismes soutenant Propagandhi. Toutefois, à l'instar de son prédécesseur, l'album n'a aucun contenu vidéo. Le titre d'ouverture de l'album A Spectacular Fiction remporte en 2006 l'ECHO Songwriting Award à l'aide des votes en ligne. Propagandhi s'engage alors à utiliser le prix de 5 000 $ pour faire des dons à Haïti Action Network et à Welcome Place (une organisation basée à Winnipeg pour laquelle ils [les membres du groupe] ont déjà fait du bénévolat). Ce groupe aide les réfugiés à commencer une nouvelle vie au Manitoba.
Immédiatement après la sortie de Potemkin City Limits, Chris Hannah adopte le pseudonyme de Glen Lambert (qui arrive des Terriers de Portage) provoquant la confusion chez certains fans, évaluateurs et commentateurs. Le 14 août 2006, Propagandhi annonce que Glen Lambert est renvoyé de la formation et que le membre fondateur du groupe Chris Hannah, visiblement toujours adepte d'un humour décalé, le remplacera. De plus, David Guillas se joint au groupe à titre de second guitariste établissant ainsi une formation à quatre membres pour la première fois. Guillas, surnommé The Beaver, est un ancien membre des groupes rock Giant Sons et Rough Music tous deux basés à Winnipeg. Chris avait précédemment déclaré être un fan, et avoir été influencé par les travaux de Guillas dans Giant Sons. Quelques bibliographies et sites Web affirment à tort que Glen Lambert n'a pris la place de Chris Hannah que temporairement.
En 2007, la formation sort un DVD intitulé Live from Occupied Territory, lequel présente les enregistrements effectués lors de sa prestation sur scène le 19 juillet 2003 à The Zoo, Winnipeg. Les bénéfices produits par la vente du DVD sont offerts au blocus Asubpeeschoseewagong First Nation et à la Middle East Children's Alliance. Deux documentaires longs-métrages sont inclus sur les DVD Peace, Propaganda and the Promised Land, et As Long as the Rivers Flow.

### Supporting Caste(2008–2011)
En octobre 2008, Propagandhi commence l'enregistrement d'un cinquième album en studio. L'enregistrement comprend des chansons inédites auparavant et jouées en tournée telles que Supporting Caste une reprise de Giant Sons, Repairing The Damaged Beard, avec la voix de Chris, désormais intitulé Tertium non datur (« il n'y a pas de troisième possibilité »), ainsi que deux autres chansons par Chris et Todd respectivement, intitulées Potemkin City Limits et This Is Your Life,. L'album intitulé Supporting Caste apparaît sur le marché le 10 mars 2009.
La formation lance un site offrant aux fans la possibilité de télécharger deux chansons tirées de l'album peu avant sa sortie publique moyennant un don de 1$ à 10$ à une des trois organisations activistes qu'elle soutient. La page contenait également un lien vers une page de pré-commande de l'album. Le 3 mars 2009, une semaine avant sa sortie, Suporting Caste est placé dans son intégralité en format numérique sur la page Myspace du groupe. En mai 2009, lors d'un interview, Chris déclare que le prochain album apparaîtra sur les tablettes des disquaires plus rapidement que les albums antérieurs, possiblement en deux ans,. Dans une autre interview, il affirme que la formation sera en studio pour commencer l'enregistrement au cours de l'année 2010.
L'EP Recovered EP est publié le 6 avril 2010. Il comprend de vieilles chansons issues de How to Clean Everything et Less Talk, More Rock, remasterisée dont certaines parties sont réenregistrées par Hannah. Un split 7" avec Sacrifice suit en décembre, avec Propagandhi qui reprend Corrosion of Conformity.

### Failed States(depuis 2012)
Avec ses amis et musiciens de Sheet Happens Publishing et Protest the Hero, Propagandhi publie une tablature des morceaux à la basse et guitare de Supporting Caste au début de 2012. Le groupe annonce un nouvel album peu après la sortie de Supporting Caste,. Failed States, leur sixième album, est publié le 4 septembre 2012 chez Epitaph.
En 2015, le membre de tournée David Guillas quitte le groupe, et le groupe recherche un nouveau second guitariste pour ses tournée. Le 30 septembre 2015, ils annoncent son remplacement par Sulynn Hago.
Le 17 juillet 2017, Propagandhi annonce que leur nouvel album, Victory Lap, sortirait le 29 septembre chez Epitaph. L'annonce est suivie par la sortie de la chanson titre. Dans cet album, Sulynn Hago est crédité comme membre du groupe et David Guillas comme un « ancien de Propagandhi » qui avait contribué à des parties de guitare supplémentaire.

## Membres

### Membres actuels
- Chris Hannah – chant, guitare (depuis 1986)
- Jord Samolesky – batterie, chant (depuis 1986)
- Todd Kowalski – basse, chant (depuis 1997)
- David Guillas – guitare, chant (depuis 2006 en studio ; 2006-2015 en live)

### Musicien de tournée
- Sulynn Hago – guitare, chant (depuis 2015)

### Anciens membres
- Scott Hopper – basse, chant (1986–1989)
- Mike Braumeister – basse (1989–1991)
- John K. Samson – basse, chant (1991–1997)

## Discographie
- 1993 : How to Clean Everything
- 1996 : Less Talk, More Rock
- 2001 : Today's Empires, Tomorrow's Ashes
- 2005 : Potemkin City Limits
- 2009 : Supporting Caste
- 2012 : Failed States
- 2017 : Victory Lap
- 2025 : At Peace